# Eugenia underwoodii
Eugenia underwoodii är en myrtenväxtart som beskrevs av Nathaniel Lord Britton. Eugenia underwoodii ingår i släktet Eugenia och familjen myrtenväxter.
Artens utbredningsområde är Puerto Rico. Inga underarter finns listade i Catalogue of Life.